# Adiantum phanerophlebium
Adiantum phanerophlebium là một loài thực vật có mạch trong họ Adiantaceae. Loài này được (Baker) C. Chr. miêu tả khoa học đầu tiên năm 1932.